# Ideofony
Ideofony – klasa słów służących ubarwieniu i uplastycznieniu opisu sytuacji, lub nadaniu opisowi osobistego charakteru. Mogą to być wyrazy dźwiękonaśladowcze (odpowiedniki polskich bum! trach! itp.) i wykrzyknienia (jej! ach!), jak też wiele innych, charakterystycznych dla danego języka, których odpowiedniki trudno znaleźć w innych językach. 
Przykłady (pogrubione):
- rawa-dawa w indyjskim języku mundari oznacza uczucie doznawane, gdy ktoś orientuje się, że może zrobić coś nagannego, ale w pobliżu nie ma nikogo, kto będzie tego świadkiem
- ilanga lithe shwaka w afrykańskim języku xhosa oznacza „słońce znikło” (dosł. powiedziało/zrobiło shwaka)